# Quercus oglethorpensis
Quercus oglethorpensis és una espècie de roure que pertany a la família de les fagàcies. És endèmic als Estats Units. És el nom del Comtat d'Oglethorpe, Geòrgia, on va ser descobert per primera vegada.

## Morfologia
Quercus oglethorpensis és un arbre caducifoli, que creix aproximadament fins als 25 metres d'altura, amb un diàmetre a l'alçada de l'home d'uns 80 cm. Té un tronc recte. L'escorça és de color gris clar, escamosa. Les branques són retorçades, no tenen pèl, porpres. Les gemmes són globoses, de color vermell marró, 2-2,5 mm de llarg. Les fulles fan 5-13 x 2-4 cm, de fulla caduca, estretament el·líptiques a oblanceolades. L'àpex és obtús, base de cuneïforme, sencera, però de vegades el marge és ondulat o lleugerament lobulat a prop de l'àpex, de color verd fosc, sense pèl per sobre, de color verd clar per sota amb pubescència de color groguenc, de color groc el nervi central amb 3-5 parells de venes. El pecíol fa 2-7 mm. Les flors surten a la primavera. Les glans fan 1,6-2 cm de llarg, ovoides, de color marró fosc, sèssils o amb un peduncle curt de 7 mm, tancada 1/3 de tassa, tassa de la part superior en forma d'escates adpreses. Les glans maduren al cap d'un any.

## Distribució
L'espècie habita al Piedmont, sud-oest de Geòrgia, nord-est de Carolina del Sud, Louisiana i Mississipi, entre els 0-200 m.
Aquesta espècie de roure prefereix sòls rics i humits.

## Malalties
Habitualment aquesta espècie de roure està afectat pel xancre del castanyer.